# Umeå Hardcore Ep
Umeå Hardcore EP är en EP-skiva med det svenska hardcorebandet AC4 från Umeå. Den släpptes som en 7" vinyl ep av P.Trash records (p.trash62) i Tyskland april 2010, med tre olika omslag; Release party sleeve (ltd ed 60 exemplar), Club sleeve (ltd ed 100 exemplar) och den normala utgåvan (ltd ed 840 exemplar).

## Låtlista
1. I'll survive
2. No more warnings
3. Dead inside
4. Useless alibi
5. Poison in my veins
6. Enough is enough